# Jean-Pierre Cros-Mayrevieille
Pour les articles homonymes, voir Cros.
Jean-Pierre Cros-Mayrevieille, né à Carcassonne le 31 août 1810 et mort à Narbonne le 16 octobre 1876, est un historien et archéologue français, emblématique de la sauvegarde de la cité de Carcassonne.

## Biographie

### Études et carrière
Il fait ses études au collège de Carcassonne et à vingt ans, il se lance dans des études de droit qui lui vaudront une licence, puis un doctorat en droit romain et un en droit français. Il publie en 1830, une étude sur le cours de philosophie de Gatien-Arnault. Quatre ans après, dans le Journal des connaissances utiles, un plan d'association pour l'éducation primaire populaire. Dans le journal politique et littéraire de Toulouse, cinq articles politiques, économiques et statistiques sur l'Aude. Enfin, un mémoire sur l'amélioration du sort des ouvriers.
En 1837, il fonde le journal L'Aude Journal des Progrès avec l'avocat Théophile Marcou en tant que rédacteur en chef. Cros-Mayrevieille y publie une rubrique pédagogique sur l'économie, l'agriculture, l'industrie, les transports.
La même année il publie, sous le nom de Jean-Pierre de la Croix, La vie de Félix Armand, curé de Saint-Martin-Lis, près de Quillan (Aude), initiateur de l'ouverture de la voie de la Pierre Lys accédant à la haute vallée de l'Aude, communément appelée « Trou du curé » près de Quillan.
Pendant onze ans de 1837 à 1848, il est conseiller municipal de la ville de Carcassonne et entre à la Société des Arts et Sciences. Toujours soucieux de la condition ouvrière et de son éducation, il fait voter la création de la première salle d'asile à Carcassonne.

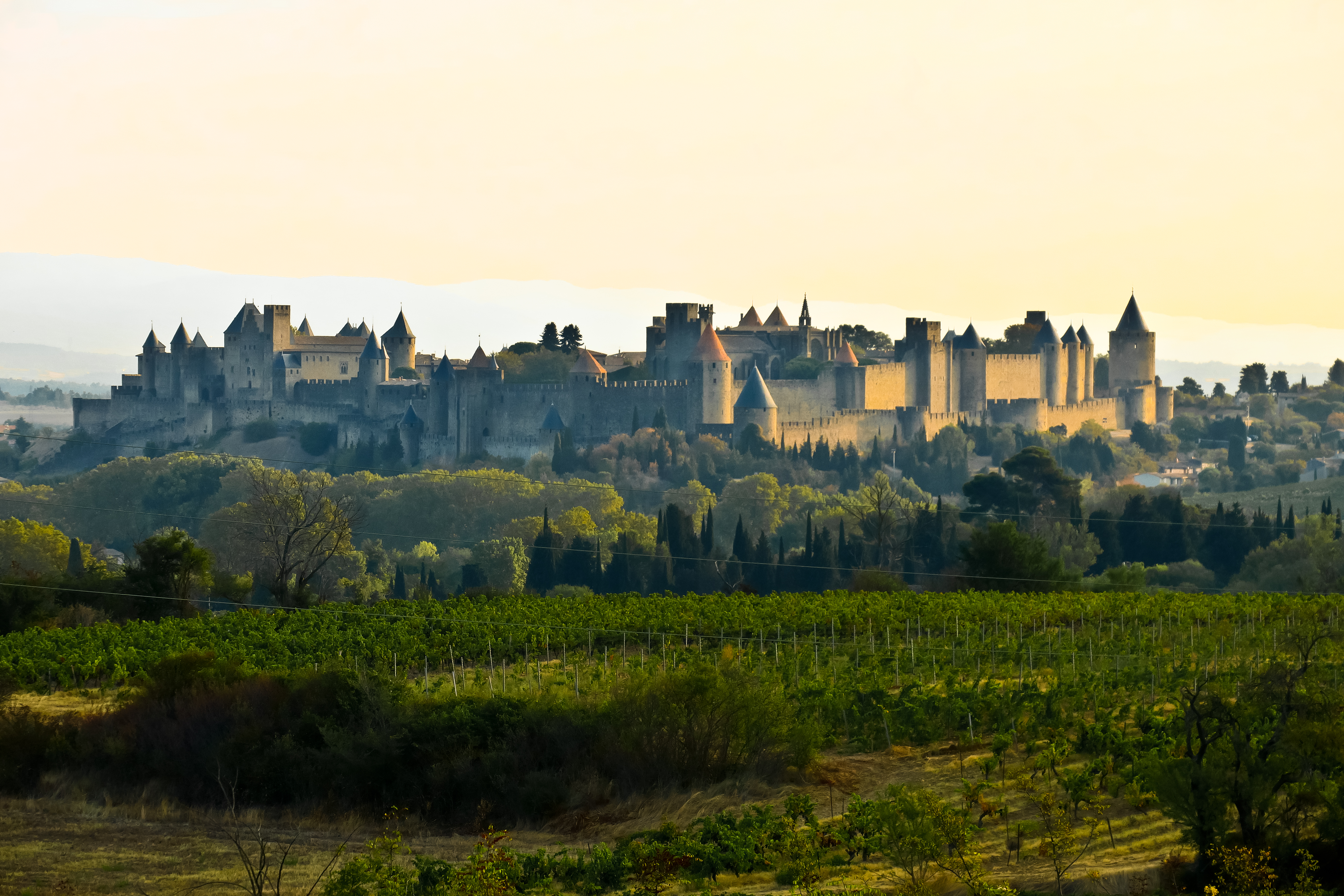
La cité de Carcassonne

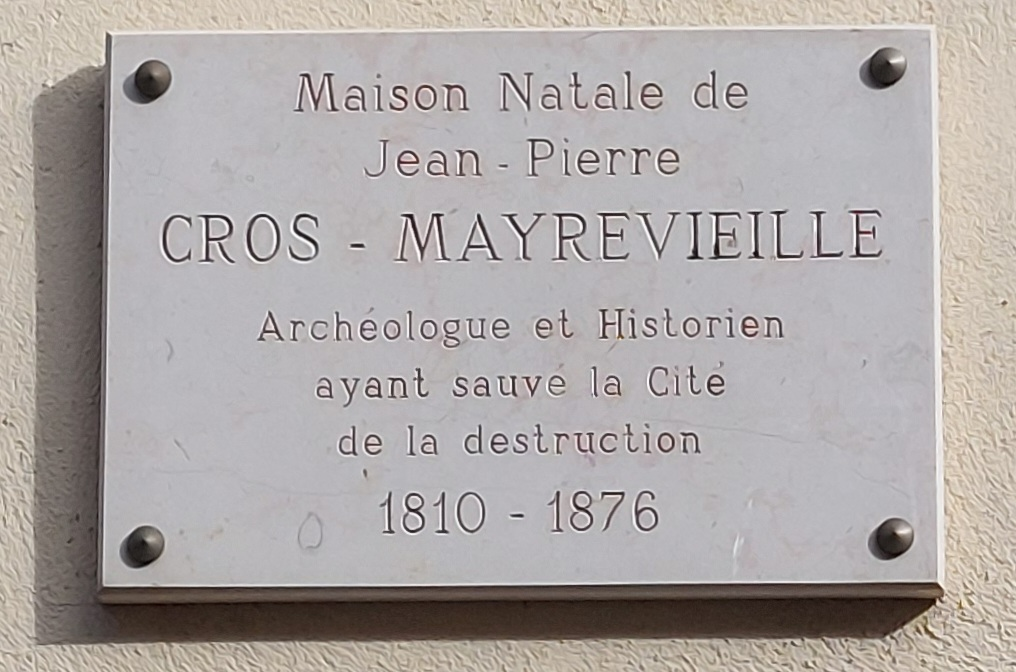
Plaque visible sur la maison natale de Jean-Pierre Cros-Mayrevieille, située rue Trivalle à Carcassonne.

### Le «sauveur» de Carcassonne
Il découvre en 1839 le tombeau de l'évêque Guillaume Radulphe dans la chapelle sud de l'ancienne basilique Saint-Nazaire-et-Saint-Celse et sollicite auprès des autorités compétentes la protection de l'édifice au titre des Monuments historiques. Son action aboutit avec le classement de la basilique. Il continue avec beaucoup de persévérance et entraîne l'annulation du décret qui autorisait la destruction pure et simple des enceintes de la cité, un « vandalisme d'État » ainsi qu'il l'exprimera. Ses recherches historiques et archéologiques aboutissent notamment en 1850 à la publication consacrée aux Monuments de Carcassonne.
Il aménage, de façon à réduire les crues de l'Aude, la plaine de Mayrevieille et y installe jardins maraîchers et maraîchers eux-mêmes. Il acquerra ensuite le domaine historique de Donos qui avait été donné par Charlemagne à un Wisigoth du nom de Gomezinde.

## Publications

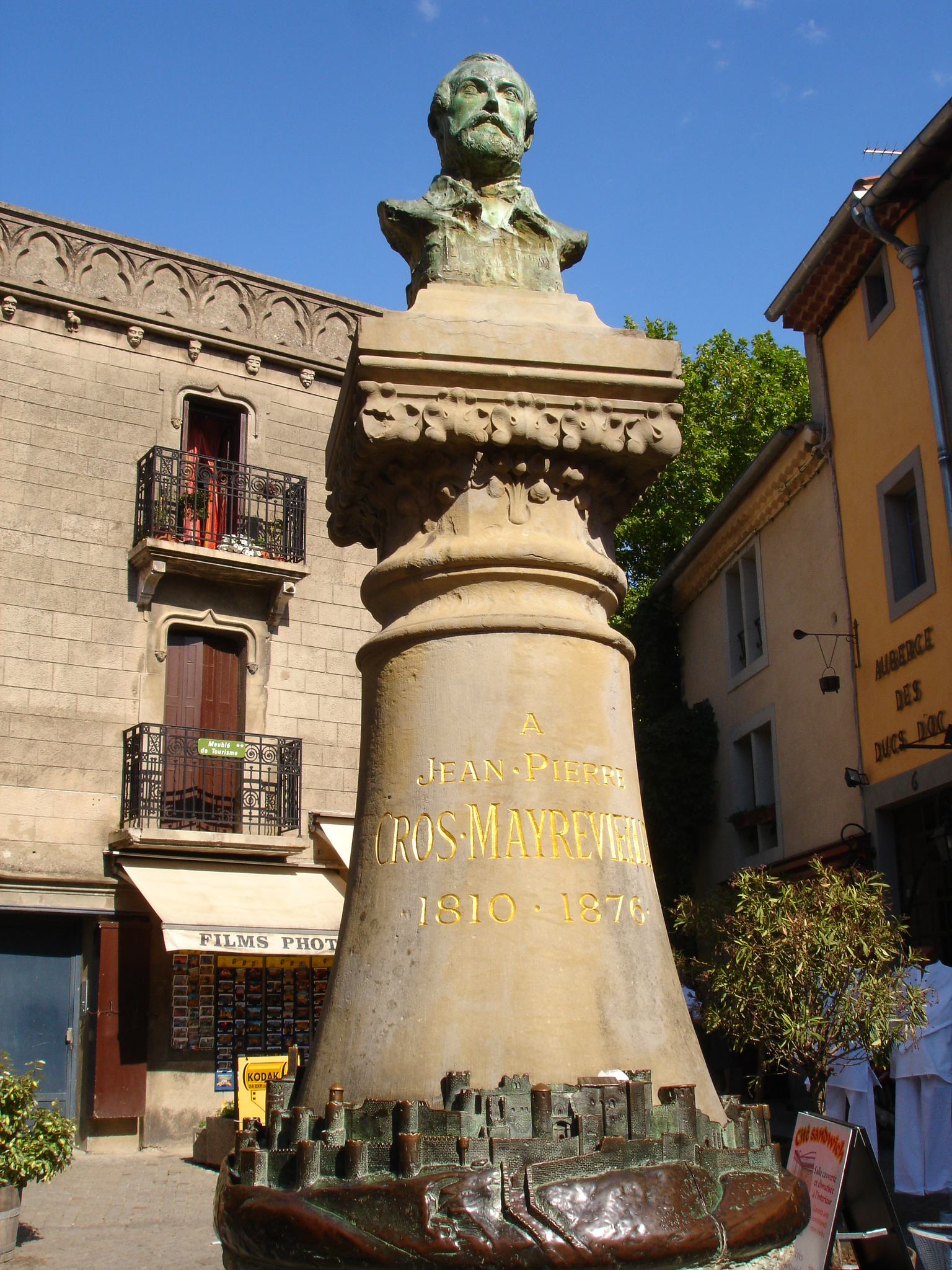
Buste de Jean-Pierre Cros-Mayrevielle par Jean Rivière, situé place du château dans la Cité de Carcassonne.

- Buste de Jean-Pierre Cros-Mayrevielle par Jean Rivière, situé place du château dans la Cité de Carcassonne.Histoire du comté et de la vicomté de Carcassonne, précédée de recherches historiques sur Carcassonne et son histoire sous les Volkes, les Romains, les Wisigoths et les Sarrazins, t. 1, 1846 ; t. 2, 1896
- Les Monuments de Carcassonne, 1850
- La Méthodologie des sciences morales et politiques appliquée à la science de l'histoire, Paris et Leipzig, 1848
- Monuments de la cité et de la Ville-Basse de Carcassonne, 1835 et rééditions
- Vie de Félix Armand, curé de Saint-Martin-Lis, près de Quillan (Aude) (sous le pseudonyme de J-P de la Croix), 1837
- Personne et domicile, traité sur la liberté individuelle,1840
- Fondation de {l'Aude Journal des Progrès}, 1838
- Notice sur la chapelle de Guillaume Radulphe,1839
- De l'établissement de la classe des agriculteurs, proposition pour la reconnaissance des métiers, 1856
- Mémoire sur deux vases celtiques trouvés sur le territoire de Carsac, à Mayrevieille, 1843.